# Bondi Beach, New South Wales
Bondi Beach este o suburbie în Sydney, Australia.
- Bondi Chill - Music Made in Bondi Beach Arhivat în 3 octombrie 2016, la Wayback Machine. (Engl.)